# Nguyễn Văn Thoa
Thiếu úy Nguyễn Văn Thoa (1952), Kỹ sư nông nghiệp, Dũng sĩ diệt máy bay Mỹ ngụy,  Anh hùng lực lượng vũ trang nhân dân.

## Thân thế
Nguyễn Văn Thoa, sinh năm 1952 – Một tấm gương can trường trong cuộc kháng chiến chống Mỹ thần thánh của dân tộc Việt Nam, người đã lập thành tích đặc biệt xuất sắc khi phóng 18 quả tên lửa phòng không vác vai A-72 (Liên Xô gọi là Strela-2) bắn hạ 13 máy bay Mỹ - Ngụy tại chiến trường miền Đông Nam Bộ. Đồng chí trở thành tấm gương sáng ngời về chủ nghĩa anh hùng cách mạng, về phẩm chất đạo đức trong sáng, cao cả của người cộng sản chân chính, cống hiến tuổi thanh xuân cho sự nghiệp cách mạng, vì tự do của Tổ quốc.

## Binh nghiệp
Cách đây hơn 47 năm, khi 19 tuổi, vừa tốt nghiệp Trường Cấp 3 Lê Xoay, giữa lúc cuộc kháng chiến chống Mỹ cứu nước của dân tộc đang ở giai đoạn quyết liệt, cam go nhất, tạm gác lại ước mơ học tiếp đại học, ông xung phong lên đường nhập ngũ và được điều động về Đại đội 3, Tiểu đoàn 172, Trung đoàn tên lửa phòng không 237. Sau 4 tháng huấn luyện, tháng 02/1972, đơn vị của ông được lệnh hành quân bộ thần tốc 3 tháng vượt dãy Trường Sơn vào thẳng chiến trường đánh chặn ác liệt tại miền Đông Nam Bộ. Tới tháng 4/1972, ông cùng đơn vị D172 tham gia chiến dịch Nguyễn Huệ, khu vực Minh Thạnh (Tây Ninh), phối thuộc Sư đoàn 7 – Bộ binh làm nhiệm vụ chốt chặn lộ 13, chỉ huy mũi A72, thực hiện bí mật, bất ngờ tiêu diệt máy bay Mỹ - Ngụy, yểm trợ và bảo vệ lực lượng bộ binh ta đánh địch. Ngày 05/4/1972, khi một tốp máy bay Mỹ ngụy kéo tới bắn phá, gây tội ác, nhận lệnh chiến đấu, ông cùng đồng đội nhanh chóng tổ chức trận địa chiến đấu. Là xạ thủ tên lửa vác vai (A72), Nguyễn Văn Thoa đã vận dụng những kiến thức được huấn luyện ngắn hạn một cách linh hoạt vào thực tiễn chiến đấu như cấu tạo, nguyên lý hoạt động của tên lửa đầu dò tầm nhiệt A72, ước lượng cự ly, chọn vị trí, tính toán tham số và thời điểm phóng đạn, tốc độ di chuyển và khoảng cách của máy bay địch, điều kiện nhiệt thời tiết, v.v..... để điều chỉnh ống ngắm, tọa độ ngắm, tất cả từ lúc lên nòng tới khi nhả đạn chỉ cho phép thời gian khoảng 60 giây, quá thời gian đó mà chưa bắn thì coi như hỏng do vũ khí sử dụng loại pin đặc biệt. Trong giờ khắc sinh tử, ý chí chiến đấu, tình yêu quê hương đất nước và cả tài năng thiên bẩm của ông mà chỉ sau khoảng 37 giây ngắm, quả đạn tên lửa A72 đã phóng trúng, nổ tung mục tiêu trên bầu trời là chiếc trực thăng HUA1 trong niềm sung sướng tột cùng của ông và các đồng đội.

## Thành tích
Tại mặt trận này, tháng 5/1972, chỉ với 05 quả đạn, ông tiếp tục bắn cháy và rơi tại chỗ 03 máy bay (gồm 02 chiếc HU-1A và 01 máy bay trinh sát L19) của Mỹ ngụy. Sự sáng tạo trong cách đánh và khả năng tính toán tài tình về kỹ thuật sử dụng tên lửa A72 của ông khiến cho kẻ thù khiếp vía, góp phần cùng Sư đoàn 7 ngăn chặn được bộ binh địch đến giải tỏa Thị xã Bình Long; ông được Sư đoàn 7 bộ binh đánh giá hoàn thành xuất sắc nhiệm vụ và tặng thưởng Huân chương chiến công giải phóng hạng 3, Tiểu đoàn D172 tặng 03 bằng dũng sỹ diệt máy bay Mỹ, ngụy.
Mỗi trận đánh là mỗi lần ông và các đồng đội rút ra được những bài học trân quý. Đó là tinh thần đoàn kết, đồng cam cộng khổ, chia ngọt sẻ bùi trong chiến đấu, phát huy sự mưu trí, thông minh, lòng gan dạ, tư tưởng vững vàng, ý chí kiên cường bám địch để tiêu diệt địch, không ngại hy sinh gian khổ. Những phẩm chất ấy, chỉ trong khoảng thời gian 3 năm 2 tháng (từ tháng 02/1972 – 30/4/1975), ông đã tham gia 06 trận đánh, phối thuộc các sư đoàn hết sức hiệu quả tại các mặt trận miền Đông Nam bộ.
Các trận đánh tiêu biểu của ông trong thời gian này gồm: Trận tháng 01/1973, với tinh thần mưu trí, dũng cảm, ông đã phóng 02 quả đạn bắn rơi 02 máy bay (HU1A và L19), bắt sống 01 phi công góp phần vào việc hoàn thành xuất sắc nhiệm vụ không cho địch giành dân, chiếm đất tại chốt Tống Lê Chân (tỉnh Bình Phước); tháng 3/1973, tại khu vực suối Đá và núi Bà Đen, tỉnh Tây Ninh, bằng 03 quả đạn, ông đã bắn rơi tại chỗ 02 chiếc CH54 của Mỹ, tiêu diệt 200 quân tiếp viện và trang bị vũ khí cho núi Bà Đen, thời gian sau đó ông làm nhiệm vụ quốc tế ở Soài Siêng (tỉnh miền đông Campuchia). Ghi nhận chiến công của đồng chí, ngày 30/9/1973, Nguyễn Văn Thoa vinh dự được Chi bộ C3 D172 – Đoàn 77 kết nạp trở thành đảng viên Đảng Lao động Việt Nam (nay là Đảng Cộng sản Việt Nam), đây là một vinh dự và động lực lớn để đồng chí tiếp tục phấn đấu, rèn luyện và khẳng định mình trong chiến đấu.  Trong trận đánh tại chốt Đức Hòa – Đức Huệ (tỉnh Long An) cuối năm 1973, để bảo vệ lực lượng bộ binh tấn công chốt, Nguyễn Văn Thoa đã bắn 03 quả đạn tiêu diệt 02 máy bay AD6 đang điên cuồng ném bom vào trận địa bộ binh ta. Tiếp tục chiến đấu tại chốt Mộc Hóa và Thị xã Mộc Hóa (tỉnh Kiết Tường, một tỉnh cũ miền Tây Nam Bộ, nay thuộc tỉnh Long An) năm 1974, ông hạ thêm 02 máy bay địch (01 chiếc C130 và 01 chiếc HU1A) bằng 03 quả đạn. Bị tổn thất nặng nề, địch điên cuồng bắn rocket trả đũa, Nguyễn Văn Thoa không may bị thương vào sọ não và được đồng đội đưa đi cấp cửu. Mặc dù vết thương chưa ổn định, mảnh đạn còn trong đầu nhưng do yêu cầu của chiến dịch Hồ Chí Minh lịch sử, đồng chí tiếp tục trở lại đơn vị, chiến đấu cùng với biệt động thành Sài Gòn làm nhiệm vụ luồn sâu, ém sẵn, chờ thời cơ nổ súng bảo vệ bộ binh cơ giới đánh chốt Tân Thới Hiệp, sát lộ 13, đồng thời khống chế máy bay lên xuống tại sân bay Tân Sơn Nhất. Trong trận này (tháng 4/1975), bằng 02 quả đạn, ông đã bắn cháy 01 chiếc C.130 – cũng là chiếc máy bay cuối cùng của Mỹ bị bắn rơi ở Việt Nam.
Trên khắp các mặt trận, ông đã phóng 18 quả đạn, bắn rơi 13 máy bay địch các loại như HU1A, L19, CH54, AD6, C130. Nguyễn Văn Thoa được nhắc đến như một huyền thoại chiến đấu quả cảm, anh hùng và trở thành nỗi khiếp sợ của không quân Mỹ - Ngụy.

## Vinh danh - Khen thưởng
Chủ tịch nước Cộng hòa Xã hội chủ nghĩa Việt Nam phong tặng danh hiệu " Anh hùng lực lượng vũ trang nhân dân.". (2000)
03 Huân chương chiến công giải phóng hạng 3
01 Huân chương Chiến sĩ vẻ vang hạng Ba
01 Huy chương Kháng chiến chống Mỹ hạng Nhì
13 huy hiệu "Dũng sĩ diệt máy bay Mỹ - Ngụy

## Gia đình
Gia đình ông

## Tiểu đoàn được tặng thưởng
Đồng đội A72 được nhà nước Phong tặng, Truy tặng Anh hùng LLVT Nhân Dân:
Anh hùng đại đội 3 tiểu đoàn 172
- Bùi Anh Tuấn
- Trần Văn Xuân
- Phan Kim Kỳ
- Hoàng Văn Quyết
- Nguyễn Ngọc Chiến
- Nguyễn Văn Thoa
- Nguyễn Quang Lộc

Anh hùng đại đội 4 tiểu đoàn 172
- Vũ Danh Tòng
- Nguyễn Văn Toản
- Trần Quang Thắng